# راس الکساندر

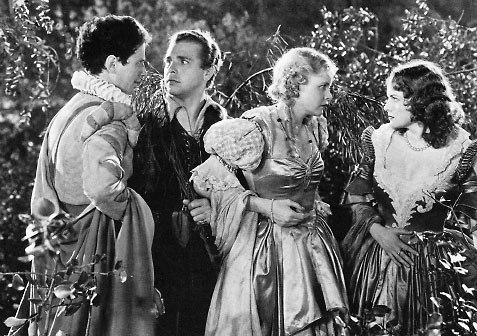
رؤیای نیمه شب تابستان (فیلم ۱۹۳۵ میلادی)

راس الکساندر (انگلیسی: Ross Alexander; ۲۷ ژوئیهٔ ۱۹۰۷ – ۲ ژانویهٔ ۱۹۳۷) یک هنرپیشه اهل ایالات متحده آمریکا بود. وی بین سال‌های ۱۹۲۰ تا ۱۹۳۷ میلادی فعالیت می‌کرد.

## گزیده فیلمشناسی
از فیلم‌ها یا برنامه‌های تلویزیونی که وی در آن نقش داشته‌است می‌توان به آثار زیر اشاره کرد.
- پیاده‌روی لاس‌زنی (۱۹۳۴)
- کاپیتان خون (۱۹۳۵)
- رؤیای شب نیمه تابستان (فیلم ۱۹۳۵) (۱۹۳۵)